# Geger (Madiun)
Geger is een bestuurslaag in het regentschap Madiun van de provincie Oost-Java, Indonesië. Geger telt 2771 inwoners (volkstelling 2010).